# Karminativum
Ein Karminativum (auch Carminativum; Plural Karminativa) ist ein Mittel gegen Blähungen.
Karminativ wirksam sind vor allem Arzneidrogen mit ätherischen Ölen wie Anis, Fenchel, Kümmel, Koriander, Pfefferminzblätter, Kamillenblüten etc.
Die Wirkung beruht auf einem spasmolytischen Effekt auf die glatte Darmmuskulatur, einer Steigerung der Durchblutung der Darmschleimhaut sowie auf einem antimikrobiellen Effekt mit der Verminderung der Bildung von Gärungsgasen durch die Darmflora. Auch rein physikalisch wirkende Stoffe wie Simeticon kommen zum Einsatz.
Bei akuten Flatulenzen oder Meteorismus ist die blähungstreibende Wirkung von Karminativa meist nicht ausreichend, zur Kontrolle chronischer Blähungszustände sind diese Mittel jedoch häufig gut geeignet.